# VSS Vintorez
El VSS (en ruso: ВСС (Винтовка Cнайперская Cпециальная), transliterado como Vintovka Snayperskaya Spetsialnaya o Fusil Especial de Francotirador), también llamado en ruso como Винторез, transliterado como Vintorez (cortahilo), es un fusil de francotirador silenciado desarrollado a fines de la década de 1980 por TsNIITochMash y fabricado en la Fábrica de Armas de Tula. Es principalmente suministrado a las unidades de Spetsnaz para operaciones encubiertas o clandestinas, un papel evidente por su capacidad de desmontarse para su transporte en un maletín especial.

## Diseño

### Mecanismo operativo
El principio de funcionamiento y el silenciador utilizado en el VSS se derivan del fusil de asalto AS Val. El VSS es un fusil de disparo selectivo accionado por los gases del disparo. Tiene un pistón de recorrido largo que va dentro del cilindro de gases sobre el cañón. El arma tiene un cerrojo rotativo con 6 tetones de acerrojado que se encajan en guías fresadas en el cajón de mecanismos. El VSS dispara mediante un percutor. Tiene un selector de modo de disparo tipo botón transversal situado detrás del gatillo, protegido por el guardamonte; la palanca del seguro y la manija del cerrojo se parecen a las empleadas en los fusiles de la serie AK.

### Características
El arma tiene un silenciador integrado que rodea al cañón. El cañón tiene una serie de pequeños agujeros perforados en las estrías del ánima, que conducen los gases del disparo al silenciador para reducir su velocidad y enfriarlos. El silenciador puede retirarse fácilmente para almacenaje o mantenimiento, pero el VSS no debe dispararse sin el silenciador instalado.  
La culata esquelética de madera es una versión más redondeada de la del SVD; tiene una cantonera de caucho y puede retirarse cuando el fusil es desmontado para almacenamiento. El guardamanos está hecho de polímero de alto impacto.
El VSS es normalmente alimentado mediante un cargador de 10 balas y disparado en modo semiautomático. Si es necesario, el arma puede dispararse en modo automático usando tanto su cargador original de 10 balas o el de 20 balas del fusil AS Val.
Dispara el cartucho subsónico con bala pesada 9 x 39 SP-5. Se emplea munición subsónica para evitar un estallido sónico. Su bala es muy efectiva para penetrar chalecos antibalas. Para este fin está equipada con una punta de acero templado o wolframio y puede penetrar una plancha de acero de alta densidad con un espesor de 6 mm (0,2 pulgadas) a 100 m; una plancha de acero estándar con un espesor de 2 mm (0,08 pulgadas) o un casco militar estándar pueden ser penetrados a 500 m; sin embargo, el fusil es usualmente empleado a distancias menores de 400 m.

### Miras telescópicas

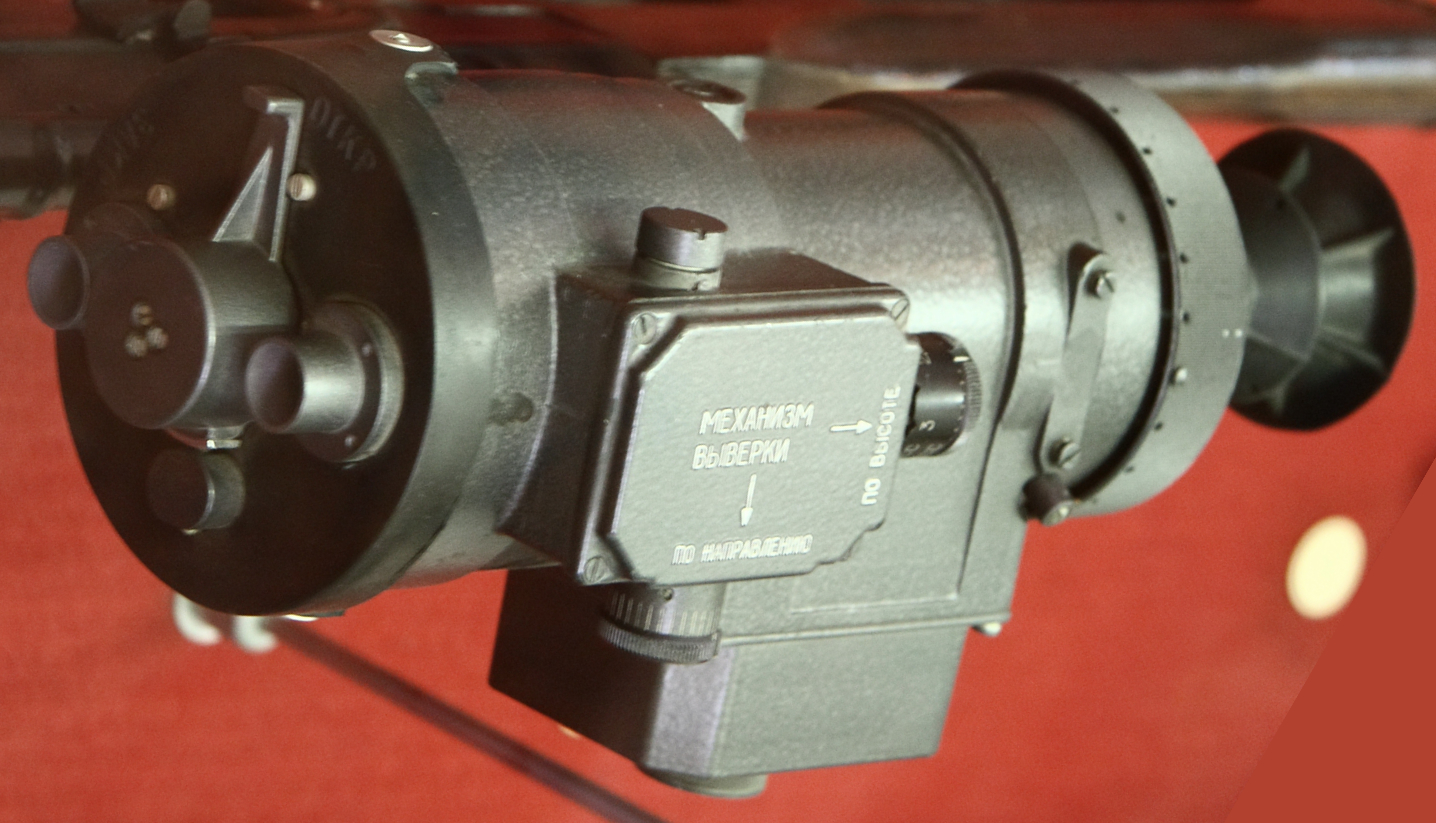
Mira nocturna NSPUM-3 (1PN51).

Tiene un riel lateral, instalado en el cajón de mecanismos y empleado para montar la mira telescópica PSO-1-1 (1P43). El arma también puede ser empleada de noche con la mira nocturna NSPUM-3 (1PN75) de 3,46x aumentos, una versión especial de la mira nocturna NSPU-3 (1PN51), usando un soporte adecuado. Los  mecanismos de puntería mecánicos de apoyo consisten en un alza tangencial y un punto de mira tipo hoja. El alza está graduada hasta 400 m, con incrementos de 100 m.

### Accesorios
Para su transporte y ocultación, el fusil es desmontado en tres piezas principales y llevado dentro de un maletín especial de 450 x 370 x 140 mm (17,7 x 14,5 x 5,5 pulgadas). El maletín además tiene espacio para una mira telescópica PSO-1-1, una mira nocturna NSPU-3 y dos cargadores.
El VSS forma parte del sistema silenciado de francotirador VSK. Con este sistema, al fusil se le puede montar la mira telescópica colimadora PKS-07 o la mira nocturna PKN-03. Cuando el fusil forma parte del sistema VSK, el tipo de municiones que puede emplear se extiende para incluir los cartuchos SP-6 y PAB-9.

## Uso en conflictos bélicos

### Guerra de Afganistán (1978-1992)
Si bien su uso no fue extendido, habría documentos que prueban el uso del VSS Vintorez por unidades muy concretas del Ejército Soviético durante los últimos años de su operación en Afganistán en los 80.

### Invasión rusa de Ucrania (2022)
Al ser un fusil muy exclusivo, su uso en la invasión Rusa de Ucrania tampoco ha sido muy extenso, hay pruebas gráficas que demuestran su uso en combate.